# Mulher Rendeira
Mulher Rendeira (portugiesisch Spitzenklöpplerin) gilt als Hymne beziehungsweise Kampflied der Cangaceiros, der Banditen im Sertão, der halbwüstenartigen Landschaft im Binnenland Brasiliens.

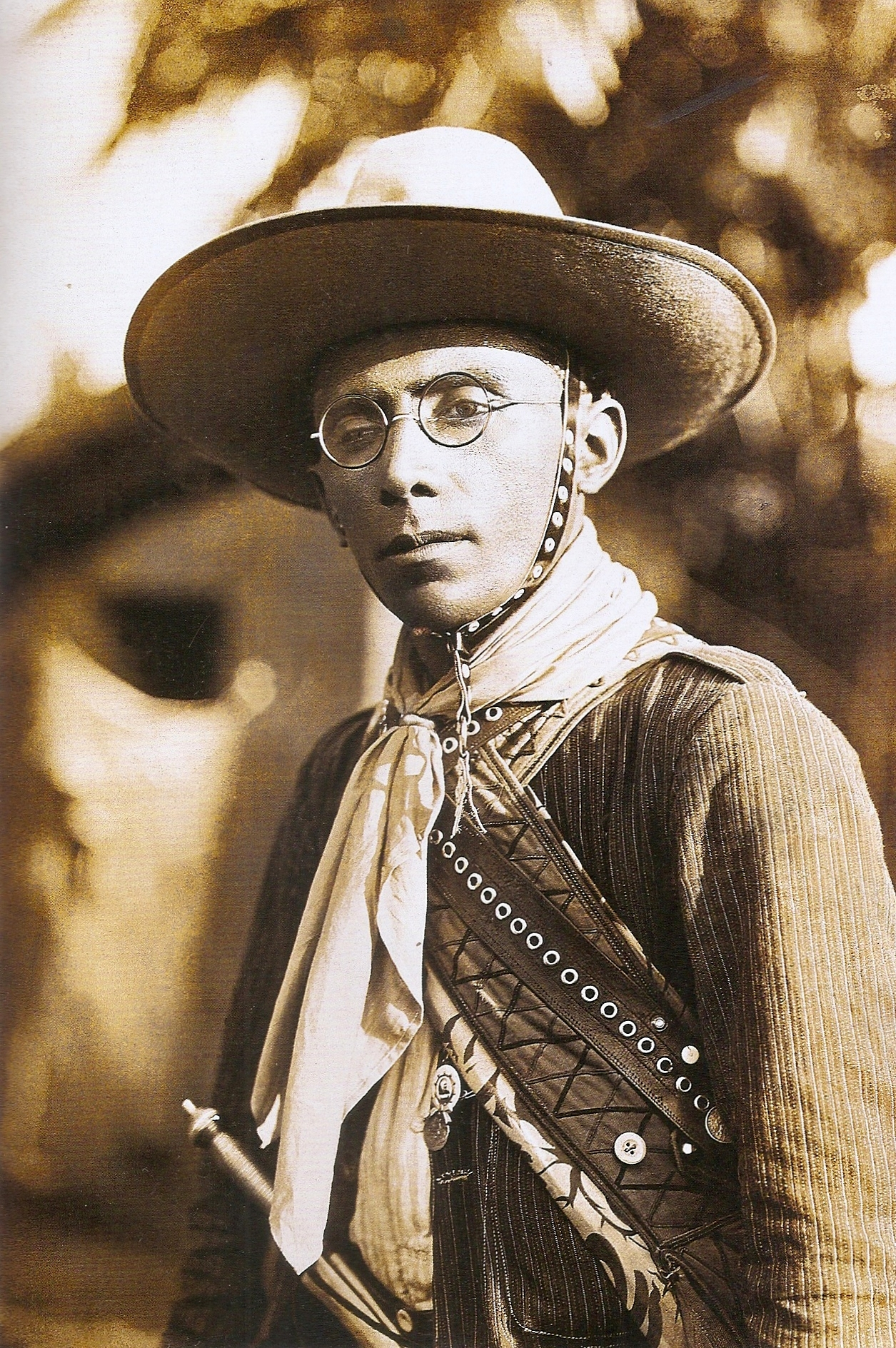
Virgulino Ferreira da Silva (Lampião)

Es handelt sich um ein Volkslied, das in verschiedenen Versionen von Text und Melodie vorliegt. Als Entstehungsjahr wird 1921 angenommen. Verschiedene Quellen geben an, das Lied sei von Virgulino Ferreira da Silva, einem Anführer der Cangaceiros, zu Ehren seiner Großmutter Maria Jocosa Vieria Lopes verfasst worden. Da hierfür keine Belege existieren, ist ein Mythos zu vermuten.
Beim EACD, einer brasilianischen Behörde ähnlich der deutschen GEMA, ist Zé do Norte (Ricardo Alfredo do Nascimento) als Komponist registriert.
Bekannt geworden ist das Lied durch Filme, zuerst durch O Cangaceiro – Die Gesetzlosen (Brasilien 1953, Regie: Lima Barreto), ausgezeichnet als „Bester Abenteuerfilm“ auf den Internationalen Filmfestspielen von Cannes 1953 sowie mit der „Lobenden Erwähnung“ für die Filmmusik. Die Fassung als Titelmusik des italienisch-spanischen, in Brasilien gedrehten Farbfilms Viva Cangaceiro (1970, Regie Giovanni Fago) stammt von dem italienischen Komponisten Riz Ortolani.  Verschiedene Interpreten nahmen Coverversionen auf, darunter Joan Baez, Helmut Zacharias, Bert Kaempfert, James Last und Bruce Low.
Filme:
- O Cangaceiro – Die Gesetzlosen, Brasilien 1953.
- Das Ende der Cangaçeiros. Originaltitel: A morte comanda o Cangaço. Brasilien 1961. Produktion: Aurora Duarte. Regie: Walter Guimaraes Motta.
- Deus e o Diabo na Terra do Sol. Deutsch: Gott und der Teufel im Land der Sonne. 1963. Produktion und Regie: Glauber Rocha
- Antonio das Mortes. Alternativtitel: O Dragão da maldade contra o Santo Guerreiro. Brasilien 1968. Produktion und Regie: Glauber Rocha
- O’Cangaçeiro. Alternativtitel: The Magnificent Bandits bzw. Viva Cangaceiro. Spanien/Italien 1970. Regie: Giovanni Fago